# Catocala agitatrix
Catocala agitatrix är en fjärilsart som beskrevs av Ludwig Carl Friedrich Graeser 1888. Catocala agitatrix ingår i släktet Catocala och familjen nattflyn. Inga underarter finns listade i Catalogue of Life.